# Запорожский электровозоремонтный завод

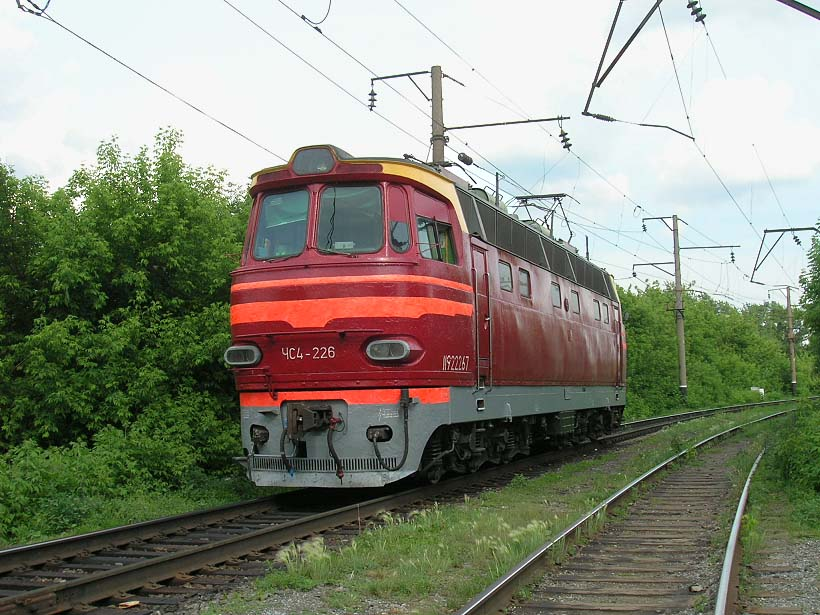
Электровоз ЧС4 — одна из серий, ремонтируемых заводом

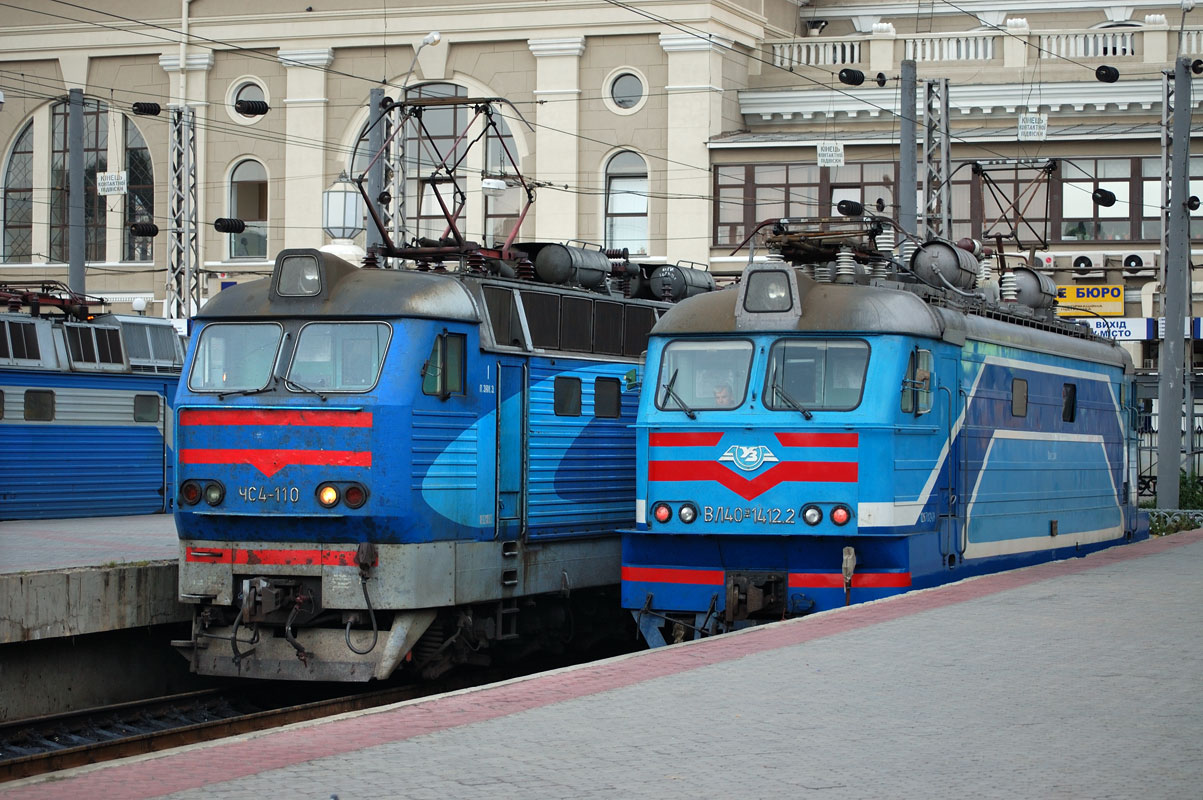
Изделия ЗЭРЗ — ЧС4 со стальным кузовом и ВЛ40У

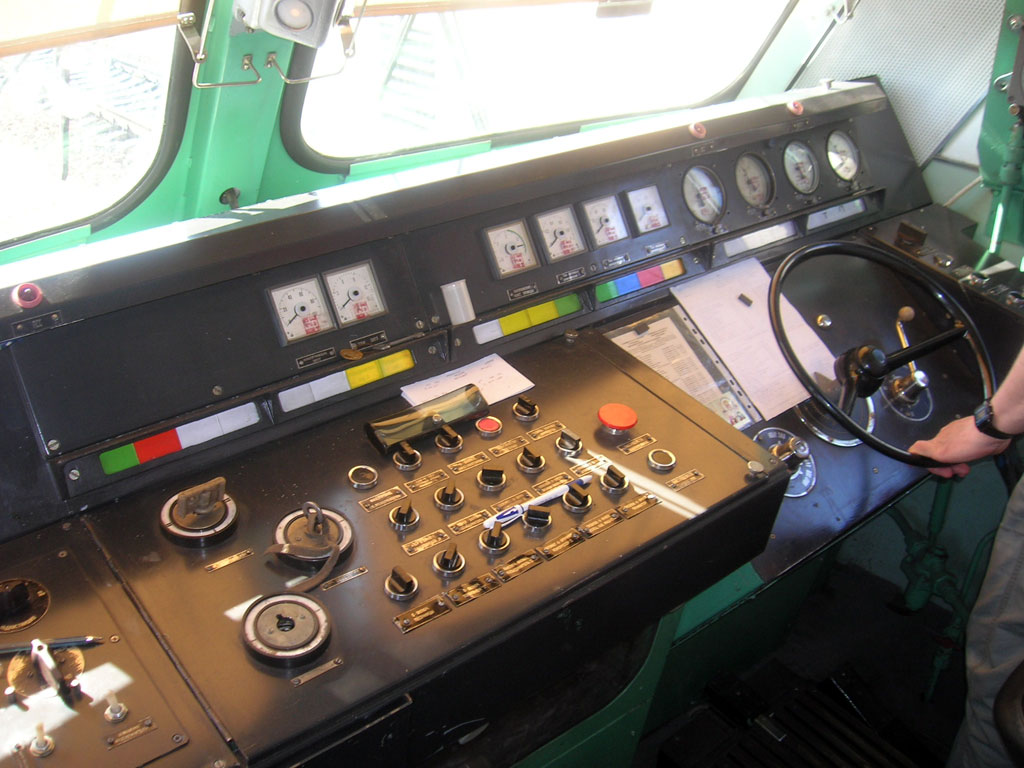
Пульт модернизированного на ЗЭРЗ электровоза ЧС2

ЧАО «Запоро́жский электровозоремо́нтный заво́д» — государственное предприятие по ремонту электровозов для нужд железных дорог, расположенное в городе Запорожье (Украина). Основным заказчиком работ и услуг для предприятия является государственное предприятие                     «Укрзалізниця».

## История

### 1905—1917
Через Александровск (прежнее название города Запорожье до 1921 года), входивший в Екатеринославскую губернию проходили в конце XIX века две железнодорожные линии — Курско-Харьковско-Севастопольская и Екатерининская, соединяющие Александровск с портами Чёрного и Азовского морей, а также с Харьковом и центральной Россией. Екатерининская железная дорога связывала город с Криворожским рудным и Донецким угольным бассейнами.
В южных мастерских и депо, которые обслуживали Курско-Харьковско-Севастопольскую железную дорогу, работало более 2000 человек.
Кроме южных мастерских и депо, в городе и его окрестностях было расположено около 30 небольших заводов, производивших, главным образом, сельскохозяйственные машины и запасные части к ним.
Екатерининские мастерские были открыты 25 апреля 1905 года.
В первые годы в мастерских трудилось почти 700 человек. За первый год своего существования мастерские отремонтировали всего четыре паровоза. Простой одного паровоза в ремонте составлял почти 200 дней.

### 1918—1991
С 1930 года завод получает название «паровозоремонтный». Ремонтировал паровозы серии Э. Запорожскому заводу первому в СССР доверен был ремонт электровозов. Для этого здесь провели полную реконструкцию, которая длилась четыре года. Реконструкция была проведена по проекту Государственного проектного института по проектированию заводов на транспорте (г. Харьков).
В годы Великой Отечественной войны оборудование завода эвакуировано на Уфимский паровозоремонтный завод.
11 января 1944 был восстановлен литейный цех Запорожского паровозоремонтного завода, который выдал первое литье и был возобновлён ремонт паровозов.
К 25 декабря 1956 года паровозоремонтники полностью восстановили завод после военной разрухи, фактически построив его заново.
С 1959 года начинается ремонт электровозов (завод переименовывается в «электровозоремонтный») и в связи с этим, в 1961 году прекращается ремонт паровозов.
Запорожский паровозоремонтный завод, который раньше других стал ремонтировать электровозы, получил для переоснащения более 200 единиц высокопроизводительных станков и кузнечно-прессового оборудования. Первый отремонтированный электровоз выпущен заводом 19 февраля 1959 года, а 28 декабря 1961 года отремонтирован последний паровоз.
К 50-летию предприятия, которое завод отмечал 24 апреля 1956 года, 33 человека были награждены нагрудным знаком «Почётный железнодорожник» и более 200 — другими знаками Министерства путей сообщения. 48 человек получили Почётные грамоты ЦК профсоюза рабочих железнодорожного транспорта СССР.
В 1953 году по инициативе директора Николая Твердунова было начато проектирование строительства Дома культуры имени Дробязко, а в 1957 году ДК уже принял первых зрителей. В 1967 году он получил статус Дворца культуры железнодорожников.
Во времена Советского Союза завод обслуживал за месяц до 27 машин, имея в штате 4,5 тысячи работников.

### После 1991
К началу 1992 года ремонтировал электровозы, тяговые электродвигатели, колёсные пары; изготовлял цветное литьё, поковки, штамповки, запасные части и др.
С распадом Советского Союза завод потерял российский рынок. Последний российский локомотив с конвейера ЗЭРЗ сошел в 1996 году.
С апреля 2001 года государственное предприятие ЗЭРЗ преобразовано в ОАО ЗЭРЗ, а позже в ЧАО ЗЭРЗ. Единственным основателем и акционером завода является государство в лице Министерства инфраструктуры Украины.
В 2009 г. чистая прибыль составила 360 тыс. грн, сократившись в 12 раз по сравнению с 2008 годом, когда чистая прибыль составляла 4,376 млн грн. В 2009 году ЗЭРЗ практически весь год проработал на трёхдневке, более трёхсот человек было уволено. Выходить из кризиса ЗЭРЗ начал весной 2010 года — с мая предприятие работает уже полную неделю.
По состоянию на 2009 было отремонтировано 67 машин, количество работающих на предприятии — 2400 человек.
В сентябре 2014 года завод был привлечён к участию в программе импортозамещения.

## Современное состояние
По состоянию на 2010 год завод ремонтировал 11 серий подвижного состава, среди которых электровозы серий ЧС2, ЧС4, ЧС7, ЧС8, ВЛ80с, ВЛ80т, ВЛ80к, ВЛ82м. В конце 1990-х годов завод освоил модернизацию электровозов серии ЧС4 (с заменой кабин машиниста и обшивки кузова, рам тележек, стабилизаторов и другого оборудования), а также модернизацию электровозов ВЛ80 с их переделкой в односекционные электровозы ВЛ40у.
На заводе выполняется глубокая модернизация подвижного состава, которому исполнилось более 30 лет — восстанавливается подвижной состав с продолжением срока эксплуатации на 15 лет.
ЗЭРЗ освоил выпуск более чем 11 тысяч запасных частей, чтобы не иметь проблем с ремонтом различных серий локомотивов.
- Председатель правления — Головащенко Олег Анатольевич[13]
- Юридический адрес — 69095, г. Запорожье, ул. Железнодорожная, 2